# 鮑氏白鮭
鮑氏白鮭，為輻鰭魚綱鮭形目鮭科的一種，為溫帶淡水魚，分布於俄羅斯西伯利亞淡水流域，棲息在底中層水域，生活習性不明。